# Karabin Robar RC-90
Robar RC-90 – amerykański powtarzalny, wielkokalibrowy karabin wyborowy. Używany m.in. przez turecką żandarmerię.